# Penisola di Monterey

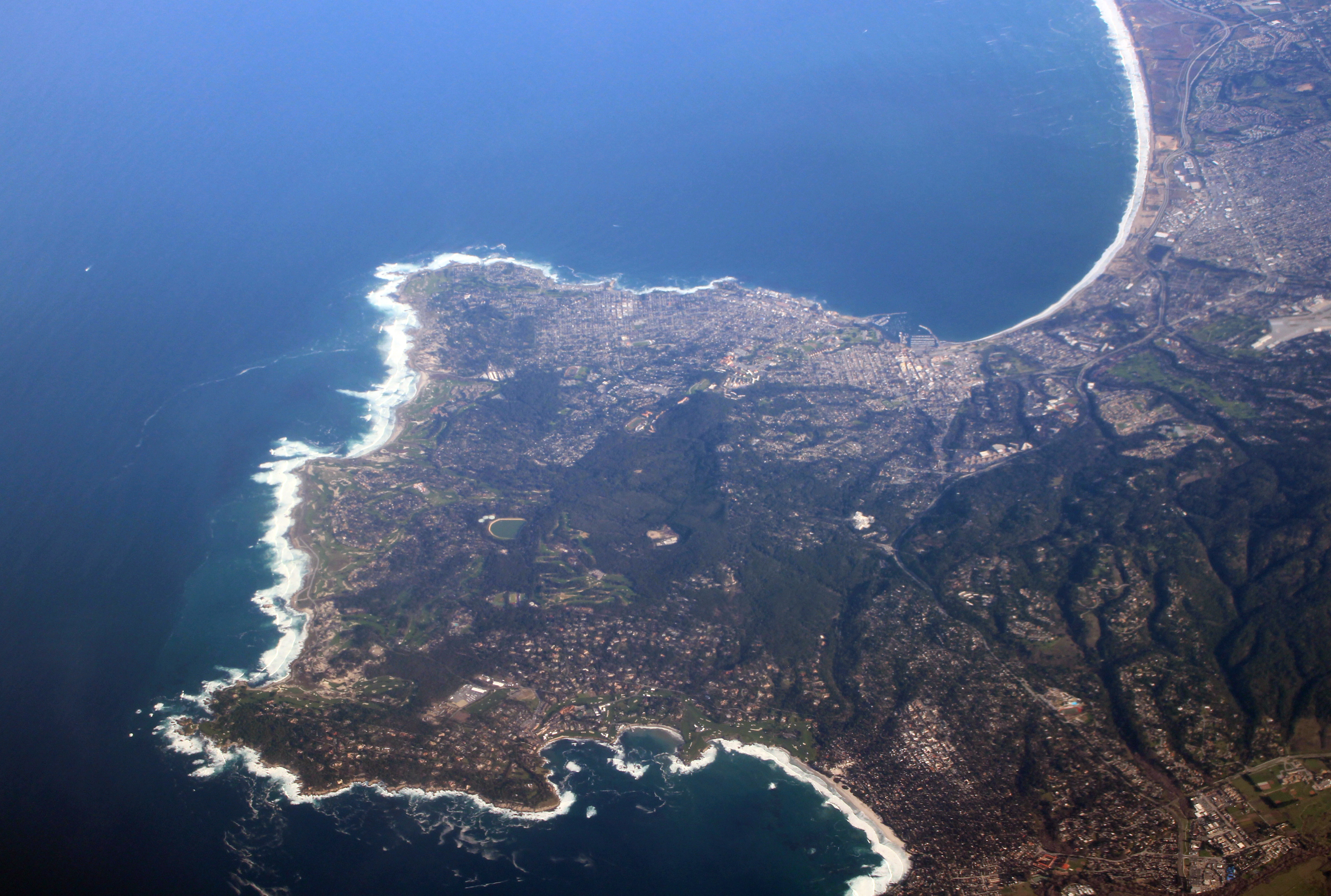
Vista aerea della penisola di Monterey

La penisola di Monterey è ubicata nella regione costiera centrale della California, negli Stati Uniti, e comprende le città di Monterey, Carmel-by-the-Sea e Pacific Grove, oltre a incorporare aree della contea di Monterey compresa la comunità privata di Pebble Beach.

## Storia

### Monterey

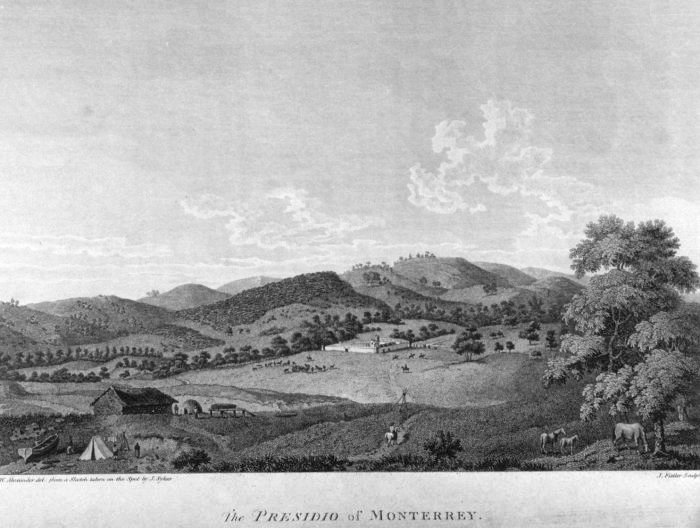
The Presidio of Monterrey". Volume II, plate V from: "A Voyage of Discovery to the North Pacific Ocean and Round the World" by Captain George Vancouver

La città di Monterey venne fondata nel 1777 e stabilì l'inizio degli insediamenti nel centro della California. La città divenne la capitale della California spagnola e poi di quella messicana. Fino alla metà del XIX secolo fu il centro economico e culturale della California. A Monterey esistono molti dei più antichi edifici della California ed il primo teatro costruito nello Stato.
Creata nel 1770 da Father Junípero Serra e Gaspar de Portolá (governatore di Baja e Alta California (1767–1770), esploratore e fondatore di San Diego e Monterey), fu capitale della California dal 1777 al 1849, sotto le bandiere di Spagna e Messico. Portolà eresse il Presidio of Monterey a difesa del porto e contro un'attesa invasione da parte dell'Impero russo. La città fu in origine l'unico porto di ingresso di merci tassabili di tutta la California. Tutte le spedizioni via mare, dirette in California, dovevano passare per la dogana di Monterey, il più antico edificio governativo posto al numero uno nell'Historic Landmark of California. Costruito in tre fasi, la sua costruzione ebbe inizio nel 1814 sotto gli spagnoli, la sezione centrale sotto i messicani nel 1827, mentre la terza venne completata dagli Stati Uniti nel 1846. Monterey fu anche il luogo in cui, il 7 luglio 1846, avvenne la Battaglia di Monterey nel corso della guerra messico-statunitense. Fu in questa data che John D. Sloat, commodoro della United States Navy, issò la bandiera sul palazzo della Dogana di Monterey, proclamandone l'annessione agli Stati Uniti.
MOnterey fu inoltre il luogo di molte prime in California. Fra queste la costruzione del primo teatro, la prima casa in pietra, la prima scuola pubblica, il primo edificio pubblico, la prima biblioteca, e la prima stamperia, che realizzò il The Californian, il primo giornale. Colton Hall, costruita nel 1849 da Walter Colton, fu in origine una scuola pubblica ed un luogo di riunione. Monterey ospitò anche la prima convenzione costituzionale della California. Oggi ospita un museo, e l'edificio adiacente è sede del locale governo. Il primo ufficio postale venne aperto nel 1849.
La città ha una notevole storia come sede di pittori californiani, dal tardo XIX secolo ai primi anni del XX. Pittori come Arthur Frank Mathews, Armin Hansen, Xavier Martinez, Rowena Meeks Abdy e Percy Gray vissero o visitarono Monterey per realizzare i loro dipinti all'aperto nello stile del tonalismo. Oltre ai suddetti pittori, altri personaggi noti vi vissero nel tempo, come John Steinbeck, Robinson Jeffers, Robert A. Heinlein, Henry Miller, Ed Ricketts e Robert Louis Stevenson.

### Pacific Grove
Pacific Grove venne fondata nel 1875 da un gruppo di metodisti che costruirono la città sul modello di Ocean Grove.
Nel tempo, le farfalle, i pini profumati e la fresca aria di mare hanno portato altri a Pacific Grove per riposare e meditare. L'incontro iniziale del ramo della Pacific Coast del Chautauqua Literary and Scientific Circle si tenne a Pacific Grove, nel giugno 1879. Sviluppato sul modello della Methodist Sunday school del lago Chautaugua, il campus per insegnanti divenne parte di una rete nazionale di istruzione. Nel novembre del 1879, dopo che i campeggiatori estivi tornarono a casa, Robert Louis Stevenson vagò nel campeggio deserto: "Io non sono mai stato in un luogo da sogno come questo. In effetti, non era come una città deserta, quanto come una scena sul palcoscenico di giorno, e con nessuno sulle tavole. " Oggi, la Stevenson School, nella vicina Pebble Beach, porta il nome dell'autore.

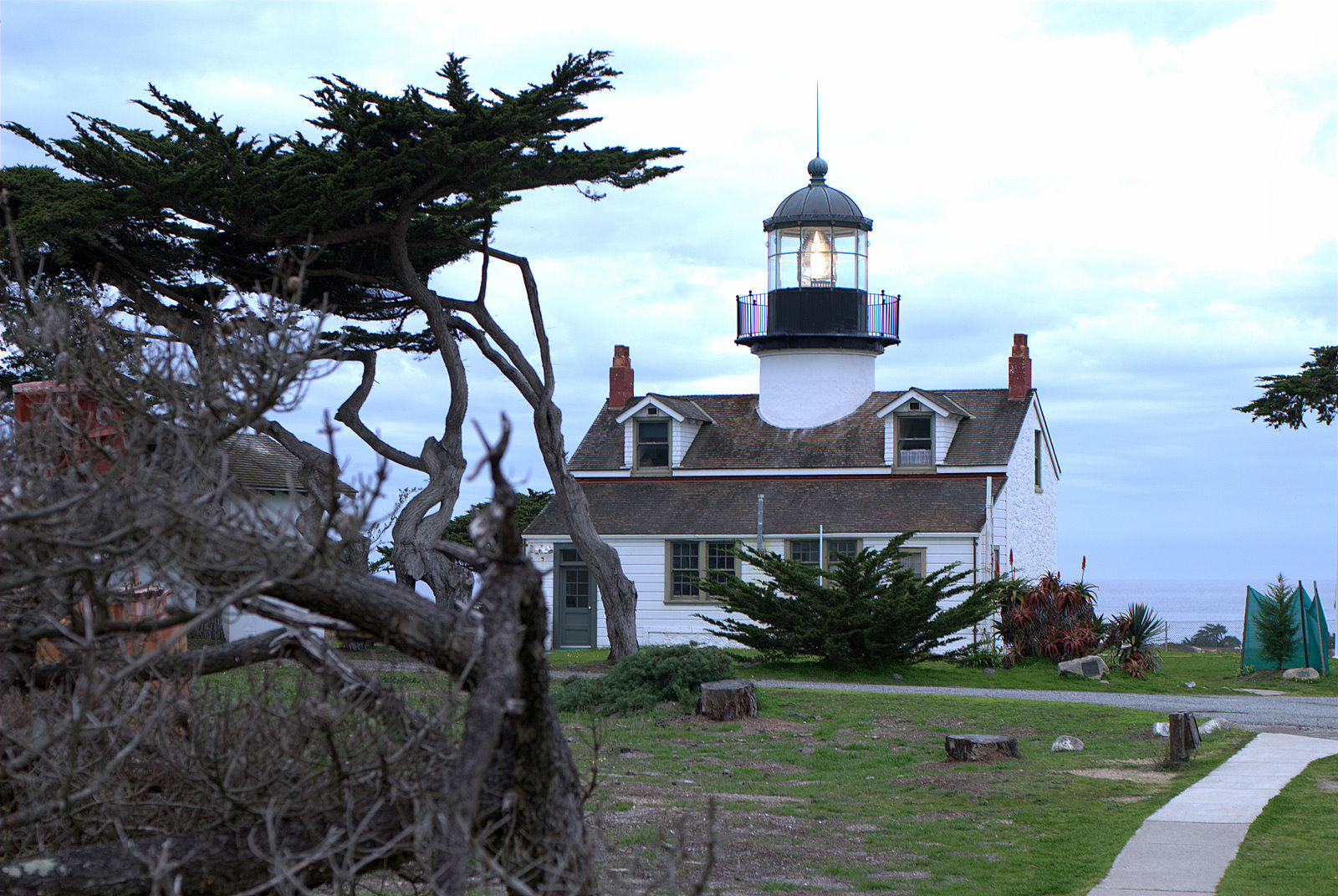
Point Pinos Lighthouse, Pacific Grove, California.

Pacific Grove, come Carmel e Monterey, divennero un paradiso degli artisti negli anni 1890 e seguenti. Artisti della corrente En plein air, sia europei che statunitensi, si crearono uno studio all'aperto dove dipingere le bellezze naturali, tanto che Pacific Grove divenne un magnete per questo movimento. William Adam fu un pittore inglese che si trasferì prima a Monterey e quindi si spostò a Pacific Grove nel 1906. Circa nello stesso periodo Eugen Neuhaus, un pittore tedesco, giunse a Pacific Grove con la sua nuova moglie. Charles B. Judson fu un artista dalle linee aristocratiche che dipinse a Pacific Grove per un lungo periodo di tempo a partire dal 1907; i murales di Judson decorano le hall della California Academy of Sciences. Per alcuni anni, John Steinbeck visse in un cottage, di proprietà del padre, a Pacific Grove. Il cottage esiste ancora oggi ed è ubicato in una tranquilla strada laterale e non riporta alcuna targa a ricordo del fatto.
Il Point Piños Light, a Pacific Grove, è il più antico faro, continuamente operativo, della costa occidentale degli Stati Uniti. Venne costruito nel 1855 ed è servito di aiuto alla navigazione sin da allora.

### Carmel
Nel 1902, James Frank Devendorf e Frank Powers, disegnarono quella che sarebbe divenuta Carmel. Nello stesso anno venne aperto l'ufficio postale. Nel 1910, la Carnegie Institution fondò il Coastal Laboratory ed un certo numero di scienziati si trasferì nell'area.

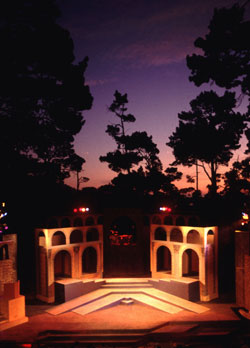
Sunset over the 1994 Carmel Shakespeare Festival produzione di Giulio Cesare al Forest Theater

Nel 1905 venne fondato il Carmel Arts and Crafts Club per supportare la produzione di lavori artistici. Dopo il terremoto di San Francisco del 1906, il villaggio venne invaso da musicisti, scrittori, pittori ed altri artisti divenendo così la città degli artisti al posto della distrutta San Francisco. Ai nuovi residenti vennero offerte tantissime case con dieci dollari di sconto, poco o nessun interesse, ed una rata mensile legata alle loro possibilità.
 Nel 1907 venne costruito il primo centro culturale della città, il Carmel Arts and Crafts Clubhouse. I poeti Austin e Sterling rappresentarono i loro "private theatricals" in quella istituzione.

### Industria della pesca
Nel tardo XIX secolo, l'industria della pesca fece dell'area una zona molto interessante ed un importante centro economico. L'attività venne iniziata da diversi emigrati di origine italiana a Monterey e da immigrati cinesi a Pacific Grove ed ebbe subito un grande sviluppo. Con il 1930 conservifici di pesce si allinearono sulla sponda settentrionale della Penisola. Queste erano le industrie conserviere citate dai romanzi Cannery Row e Sweet Thursday del famoso autore locale John Steinbeck. Con i primi anni 1940, tuttavia, all'industria della pesca venne inferto un duro colpo quando il pesante sovrasfruttamento delle acque non rese più disponibili alla pesca i quantitativi di pesce necessari a mantenere i conservifici in attività. La fine della pesca, grande business della contea di Monterey segnò l'inizio di azioni di conservazione diverse che alla fine porteranno alla creazione del Monterey Bay National Marine Sanctuary.

### Turismo
Così come l'industria della pesca fu molto importante per la zona, altrettanto lo è stato il turismo. L'Hotel Del Monte, costruito nel 1880, è stato il primo vero complesso per vacanze negli Stati Uniti ed è stato il precursore dell'attuale Pebble Beach Company. Divenne popolare con ospiti ricchi e influenti dell'epoca e ospitò da Theodore Roosevelt a Ernest Hemingway e molte stelle di Hollywood. Venne costruita una stazione ferroviaria a Monterey, espressamente allo scopo di portare i turisti nella località, e il nome di Del Monte è ancora molto presente in città. L'Hotel Del Monte fu requisito dalla Marina all'inizio della Seconda guerra mondiale, ed è ora l'edificio centrale del Naval Postgraduate School.
Il parco dell'hotel, anticamente usato come riserva di caccia, è divenuto Pebble Beach, una comunità indipendente e un campo da golf. La famosa 17-Mile Drive venne originariamente disegnata come un luogo di escursioni per i visitatori dell'hotel Del Monte, in cui vedere i siti storici di Monterey e Pacific Grove e lo scenario di quello che sarebbe diventato Pebble Beach.
Oggi, il turismo è l'industria principale della penisola. La vecchia Cannery Row è una strada turistica piena di boutique, ristoranti ed alberghi.

## Demografia
Secondo il censimento del 2000, la penisola (Monterey, Pacific Grove, Carmel e Pebble Beach) aveva 53.808 residenti, l'84,8% dei quali erano bianchi, l'8,5% ispanici o latini, il 6,0% asiatici o delle isole del Pacifico e l'1,8 % afro-americani. La penisola è risultata notevolmente più ricca rispetto alla media nazionale, con la percentuale di famiglie con reddito a sei cifre del 60% più elevata rispetto alla media nazionale e quella di famiglie con reddito inferiore a 25.000 $ del 54% inferiore. In termini di distribuzione del reddito, il 19,8% delle famiglie aveva redditi inferiori a 25.000 dollari, mentre il 27,2% aveva un reddito tra i $ 25.000 e $ 50.000, il 21,1% redditi tra i 50.000 ei $ 75.000, l'11,9% redditi tra 75 000 dollari e 100.000 dollari e il 19,8% un reddito superiore a $ 100 000, rispetto al 30,5%, 25,8%, 18,4%, 10,3% e 12,3% a livello nazionale, rispettivamente.